# See-Gaster
Het kiesdistrict See-Gaster is een bestuurlijke onderverdeling in het kanton Sankt Gallen, die opgericht is bij de bestuurlijke herindeling van 10 juni 2001.
Het gebied bestaat uit de voormalige districten See en Gaster.
Het gebied heeft 58.492 inwoners en omvat de volgende gemeenten:
| Wapen | Gemeentenaam       | Inwoners (31/12/2005) | Oppervlakte (km²) |
| ----- | ------------------ | --------------------- | ----------------- |
|       | Amden              | 1590                  | 43,48             |
|       | Benken             | 2384                  | 16,48             |
|       | Ernetschwil        | 1344                  | 10,26             |
|       | Eschenbach         | 5208                  | 13,25             |
|       | Goldingen          | 1053                  | 22,11             |
|       | Gommiswald         | 2771                  | 11,86             |
|       | Kaltbrunn          | 3785                  | 18,68             |
|       | Rapperswil-Jona    | 25.238                | 22,17             |
|       | Rieden             | 718                   | 11,42             |
|       | Sankt Gallenkappel | 1748                  | 19,46             |
|       | Schänis            | 3451                  | 39,90             |
|       | Schmerikon         | 3328                  | 4,15              |
|       | Uznach             | 5563                  | 7,55              |
|       | Weesen             | 1466                  | 5,39              |
|       | Totaal (14)        | 59.647                | 246,16            |

Rheintal · Rorschach · Sankt Gallen · Sarganserland · See-Gaster · Toggenburg · Werdenberg · Wil